# Attentat du Café de Paris
L'attentat du Café de Paris désigne un attentat à la grenade ciblant deux cafés fréquentés par la communauté française, de la place-du-27-juin (en arabe : ساحة 27 حزيران) dans la ville de Djibouti à Djibouti, dans la nuit du 27 au 28 septembre 1990. 
Bernard Borrel ayant assisté le juge d'instruction Roger Le Loire dans son enquête, l'attentat apparaît régulièrement comme un possible aspect de l'affaire Borrel.

## Déroulé
Quatre hommes arrivent à bord d'un taxi, commettent l'attentat à la grenade contre deux cafés de la place, dont le Café de Paris.

## Bilan
Un enfant de neuf ans de nationalité française est tué. On dénombre 17 blessés, dont 15 ressortissants français.

## Conséquences judiciaires
Roger Le Loire est le juge d'instruction chargé de l'enquête. Il est assisté entre autres par Bernard Borrel.
L'attentat aurait été revendiqué par le « Mouvement de la jeunesse djiboutienne ». Quatre personnes de nationalité djiboutienne sont arrêtées, puis inculpées le 10 octobre 1990.
Selon l'instruction, Aden Robleh Awaleh, président du Parti national démocratique djiboutien (opposition), a commandité cet attentat. Il a toujours clamé son innocence. 
Bien que l'instruction ait duré plus de dix ans, la date du procès n'a été fixée qu'une semaine auparavant. Le procès lui-même a duré six heures.
- Aden Robleh Awaleh, considéré par le tribunal comme le commanditaire, est condamné à six ans de prison avec sursis pour complicité[2].

- Awalleh Guelleh, considéré par le tribunal comme le chef du commando est condamné par contumace à la prison à vie[2].

## Liens présumés avec l'affaire Borrel
Dans son livre Un juge assassiné (Flammarion), Élisabeth Borrel explique que son mari aurait été sacrifié au nom de la raison d’État. Sa participation à l'instruction du dossier de l'attentat du Café de Paris, lui aurait permis de découvrir que Ismaïl Omar Guelleh, Président de la république depuis 1999 (il est chef du cabinet de la présidence en 1990), est le commanditaire effectif de l'attentat, et non son opposant politique Aden Robleh Awaleh.